# فرودگاه استیجاری تمپا
فرودگاه اجرایی تامپا (به انگلیسی: Tampa Executive Airport) (به زبان بومی: (formerly Vandenberg Airport)) یک فرودگاه همگانی است که یک باند فرود آسفالت دارد و طول باند آن ۱۵۲۴ متر است. این فرودگاه در شهر تمپا، فلوریدا کشور ایالات متحده آمریکا قرار دارد و در ارتفاع ۷ متری از سطح دریا واقع شده است.